# Bundesautobahn 13
Die Bundesautobahn 13 (Abkürzung: BAB 13) – Kurzform: Autobahn 13 (Abkürzung: A 13) – ist eine Bundesfernstraße im Osten der Bundesrepublik Deutschland, die die Städte Berlin und Dresden miteinander verbindet. Sie beginnt am Schönefelder Kreuz am südlichen Berliner Ring (A 10) und endet am Autobahndreieck Dresden-Nord (A 4). Durch die am Autobahndreieck Spreewald abzweigende A 15 ist auch die Stadt Cottbus an diese Strecke angebunden.
Wichtige Anschlussstellen sind Bestensee (B 246), Mittenwalde, Teupitz, Lübbenau/Spreewald, Freienhufen (B 96), Schwarzheide, Ortrand und Radeburg.

## Geschichte
Der Verlauf der A 13 wurde in den frühen 1930er Jahren zunächst anders geplant als später verwirklicht. Die Trassierung sollte ursprünglich ca. 30 Kilometer weiter westlich zwischen Golßen und Ortrand in etwa entlang der Bahnstrecke Berlin–Dresden erfolgen und damit die Ortschaften Doberlug-Kirchhain, Finsterwalde, Luckau und Schlieben tangieren. Damit wäre das Autobahndreieck zur A 15 entfallen und die bestehende autobahnfreie Lücke im Autobahnnetz zwischen Leipzig, Dresden, Berlin und Cottbus hätte ein geringeres Ausmaß.
Die Abschnitte vom Kreuz Schönefeld bis zum Anschluss Teupitz und vom Dreieck Dresden-Nord zum Anschluss Ortrand wurden 1938 zweibahnig (zwei Fahrstreifen je Richtung) sowie der Abschnitt Ortrand–Ruhland einbahnig fertiggestellt. Hier wurde die zweite Fahrbahn erst im Jahr 1939 dem Verkehr übergeben. Im gleichen Jahr folgte der 39,5 Kilometer lange Abschnitt Ruhland–Calau (zweibahnig). Im Jahr 1940 folgten die Abschnitte Teupitz–Freiwalde und AD Spreewald – AS Calau in zweibahniger Ausführung. Ebenfalls 1940 wurde durch den Lückenschluss des letzten noch fehlenden Abschnittes Freiwalde – AD Spreewald in einbahniger Ausführung die Strecke Berlin–Dresden komplettiert.
Ab 1962 wurde auch dieser Abschnitt zweibahnig ausgebaut. Unvollendet blieb zunächst auch das Kreuzungsbauwerk im Autobahndreieck Spreewald, sodass Fahrzeuge von und nach Dresden die südlichen Rampen im Gegenverkehr befahren mussten. Das Autobahndreieck Spreewald wurde schließlich am 4. Dezember 1962 kreuzungsfrei für den Verkehr freigegeben. Im Bereich des Autobahndreiecks Dresden-Nord wurde die A 13 von 1951 bis 1971 zeitweise als Motorrad- und Autorennstrecke genutzt (Autobahnspinne Dresden).

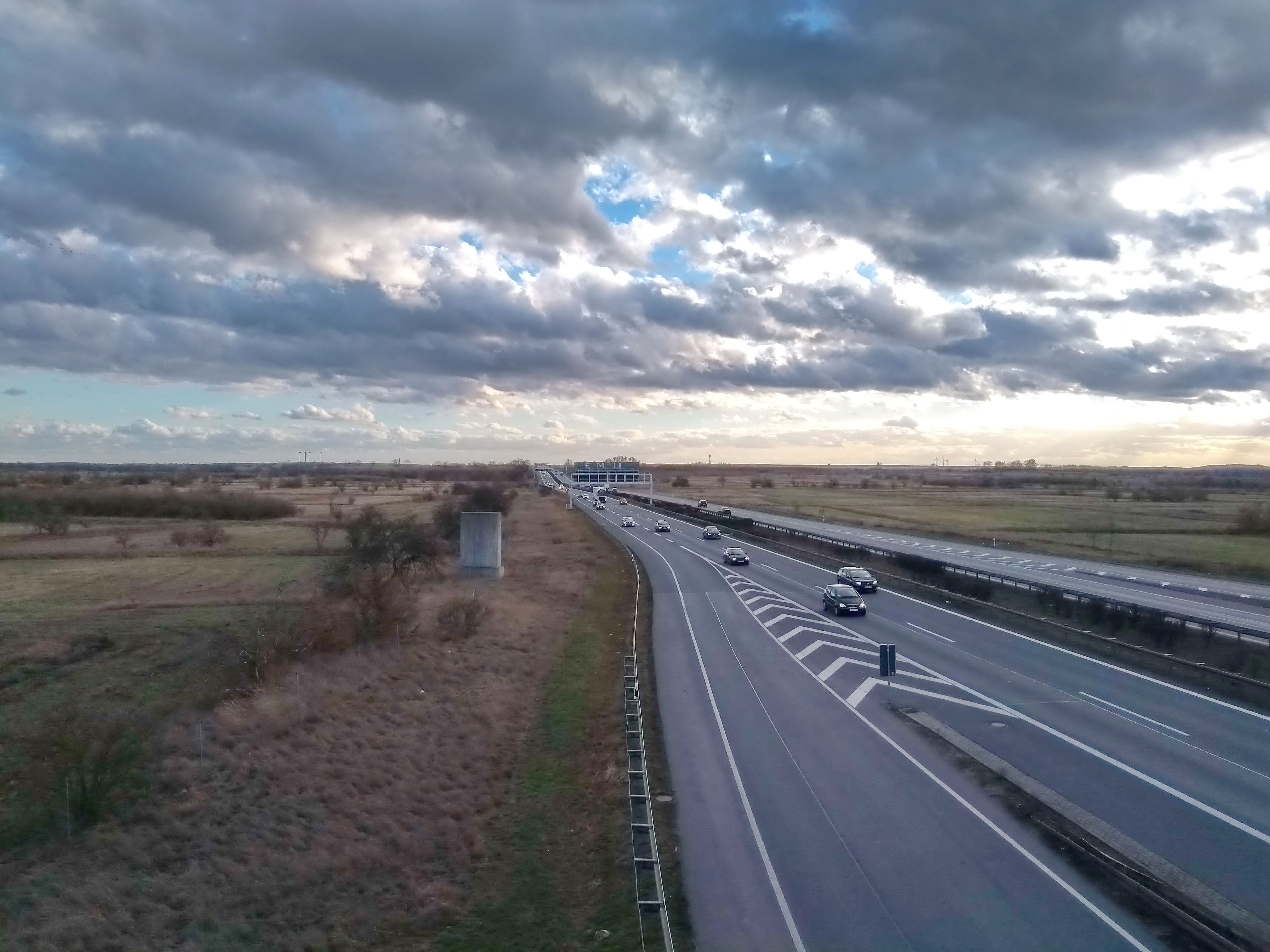
Rieselfelder des Stadtgutes Deutsch Wusterhausen beiderseits der A 13 südlich des Schönefelder Kreuzes
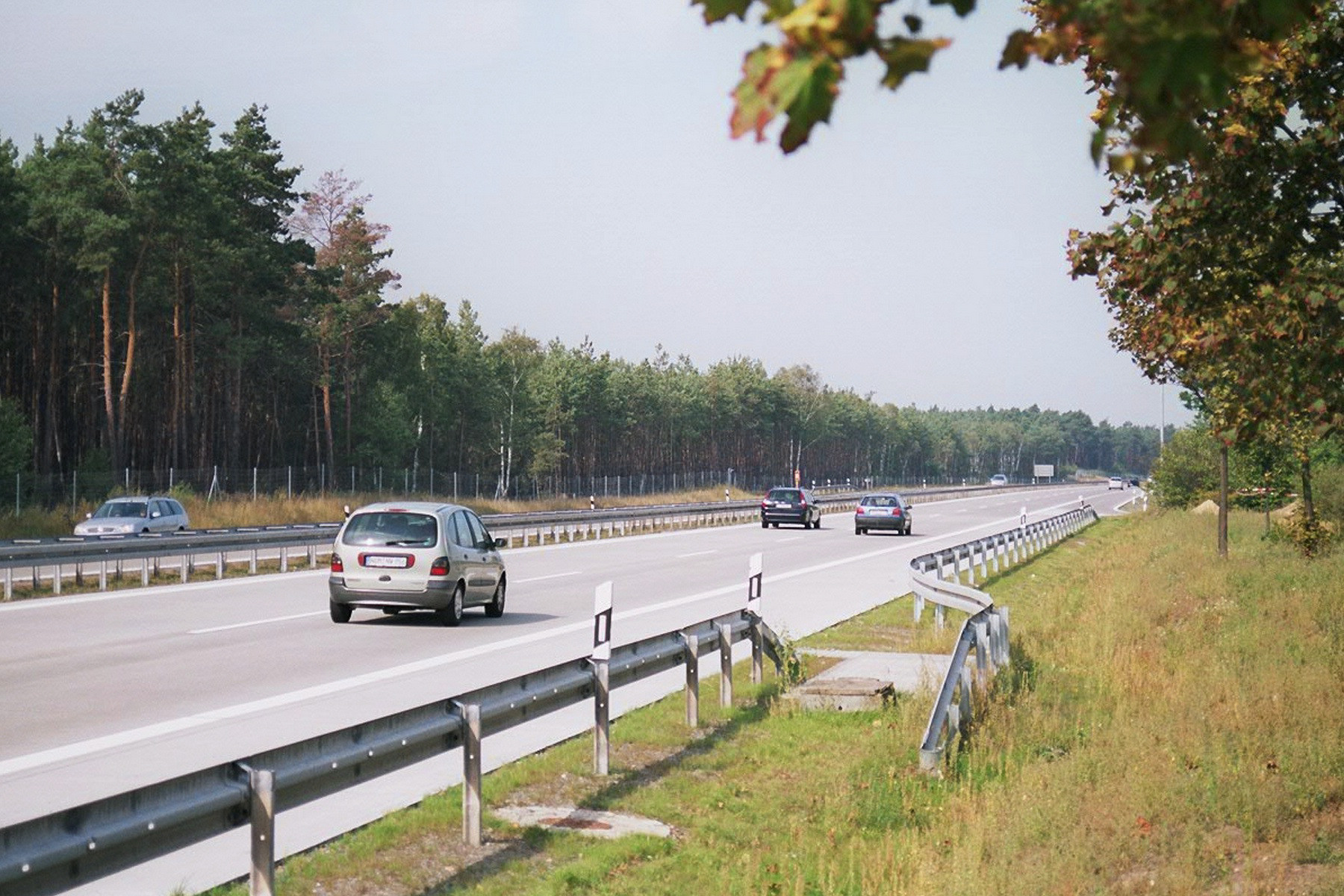
A 13 am Rasthof „Berstetal“
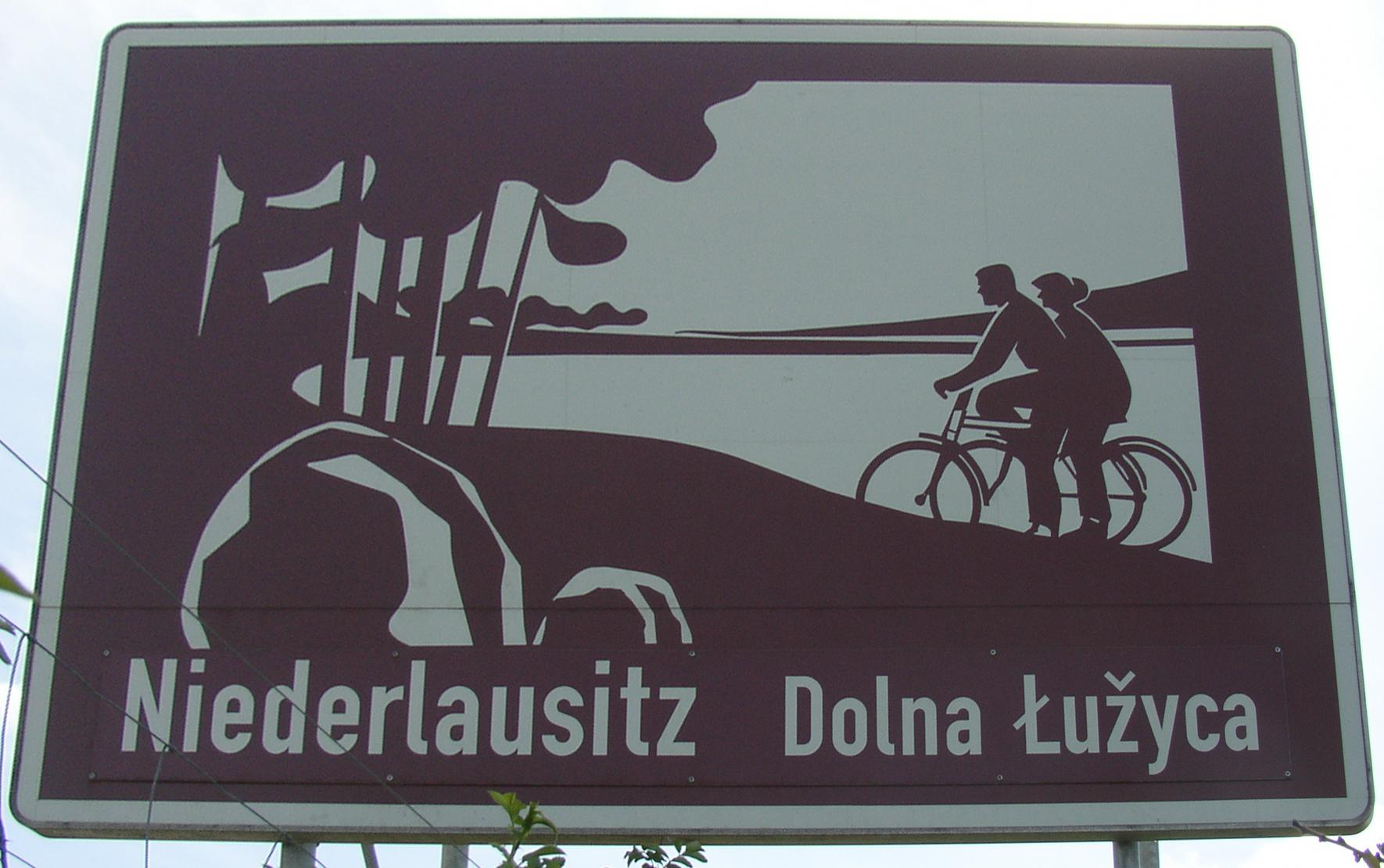
Touristisches Hinweisschild „Niederlausitz Dolna Łužyca“
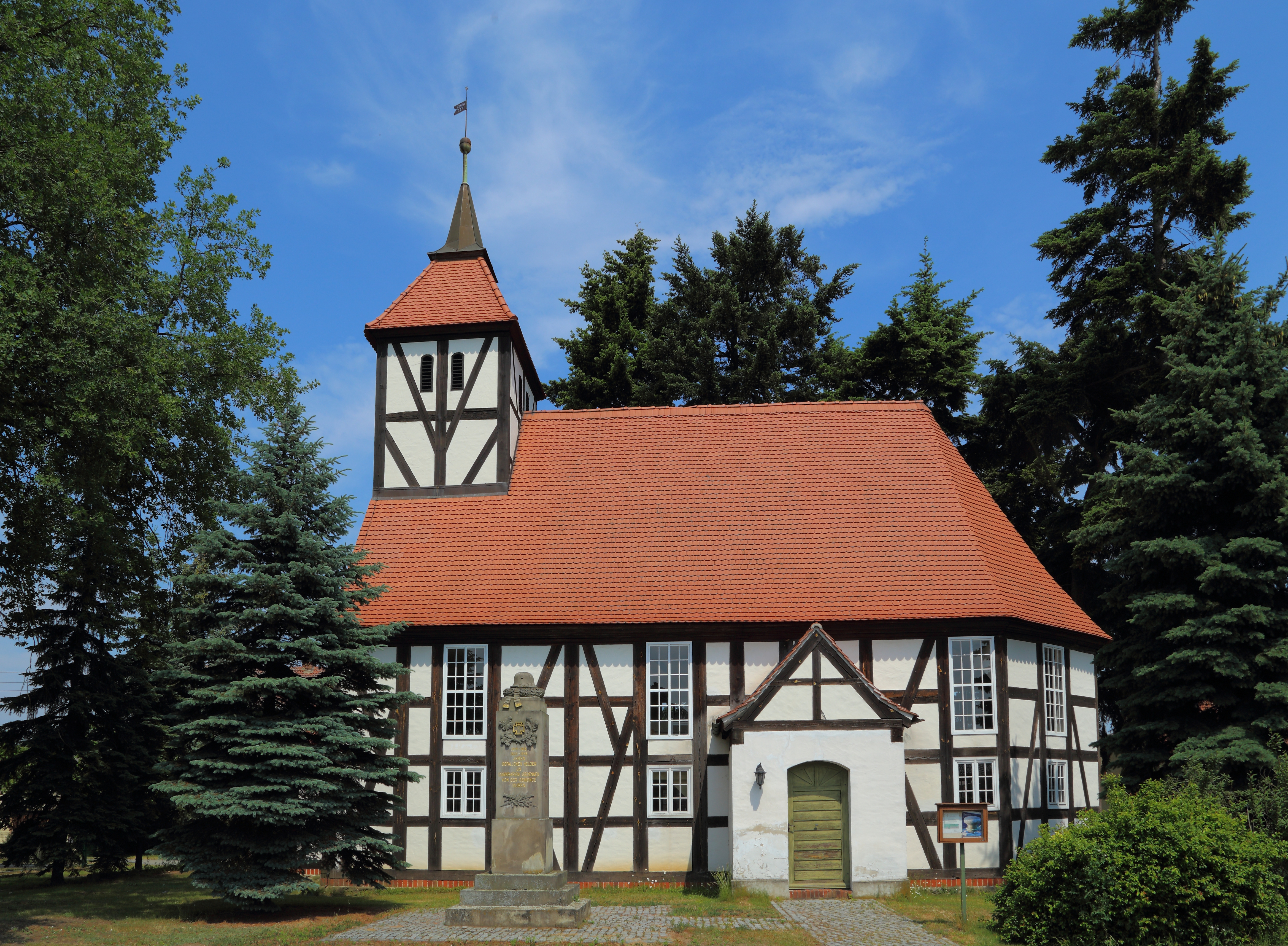
Autobahnkirche in Duben
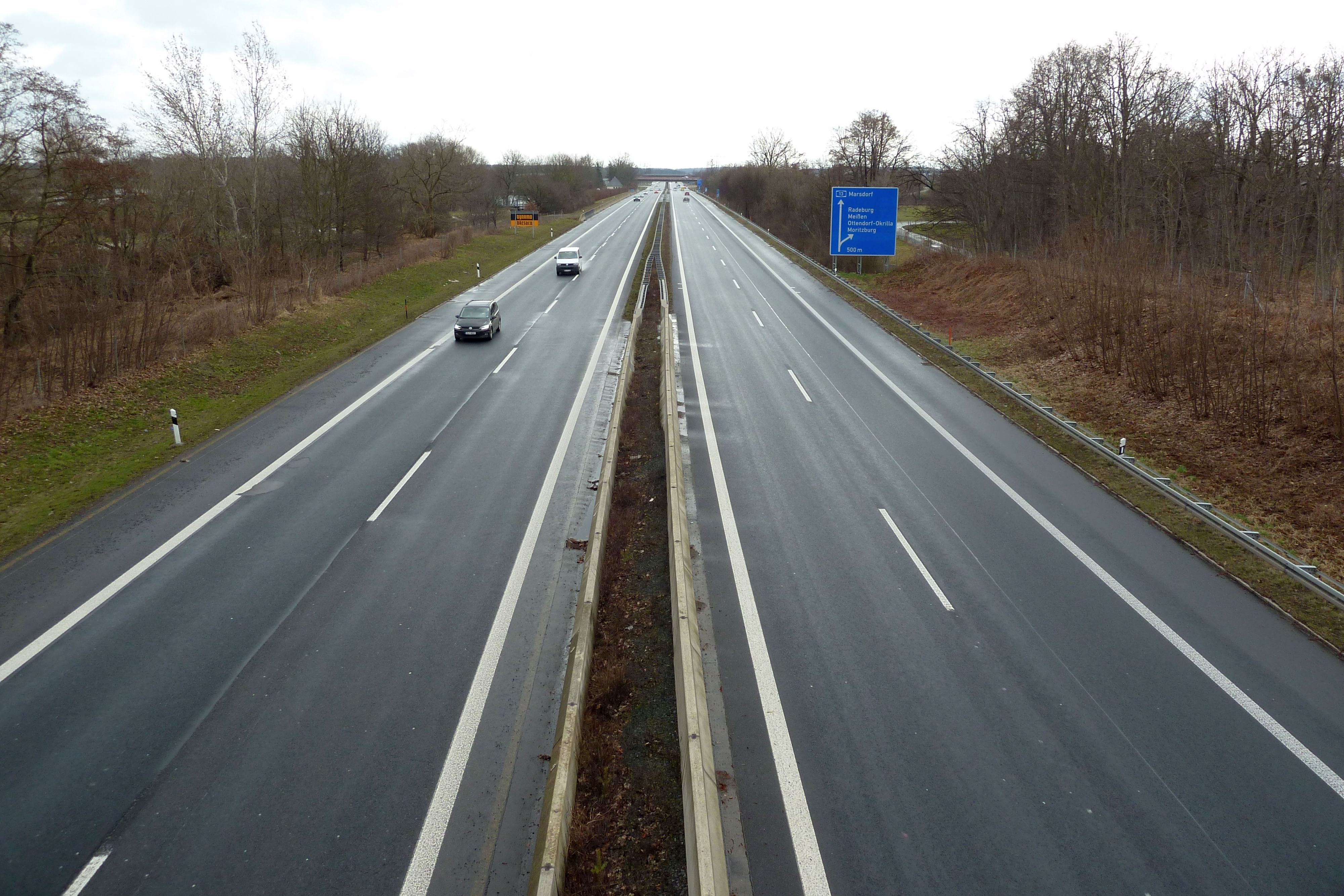
A 13 bei Radeburg

Das deutsche Teilstück der Autobahn von Dresden nach Prag war in ersten Entwürfen nach der Wende als Weiterführung der A 13 projektiert. Inzwischen wurde die Strecke als A 17 verwirklicht.

## Behelfsflugplatz bei Ruhland
Auf einem langen, schnurgeraden Streckenstück zwischen den Anschlussstellen Ortrand und Ruhland befand ein Autobahn-Behelfsflugplatz, der zwischen 2000 und 2005 zurückgebaut wurde. Der üblicherweise begrünte Mittelstreifen war an dieser Stelle betoniert. Dadurch ergab sich zusammen mit den zwei Fahrbahnen eine Start- und Landebahn. Diese sollte vordergründig als Behelfsbahn für die Flugzeuge der Nationalen Volksarmee und der mit ihr verbündeten Streitkräfte dienen, da laut Szenario die vorhandenen Flugplätze nur für die Starts vorgesehen waren. Man rechnete damit, dass bei einer eventuellen Invasion keine Landung der Kampfjets auf dem Heimatflughafen mehr möglich gewesen wäre.
An beiden Enden der Startbahn befanden sich Stellplätze für Düsenflugzeuge, die an den aufgeschütteten Abgasstrahlabweisern zu erkennen waren. Dadurch sollte der nahe Wald vor Bränden geschützt werden, die z. B. durch das Zünden eines Düsentriebwerkes entstehen hätten können. Nach der Wende sind die Flugzeugstellplätze in Parkplätze umgewandelt worden, und auch diese wurden zurückgebaut, sodass im Jahr 2005 nur noch die aufgeschütteten Abgasstrahlabweiser zu sehen waren.

## Tank- und Rastanlage Freienhufen

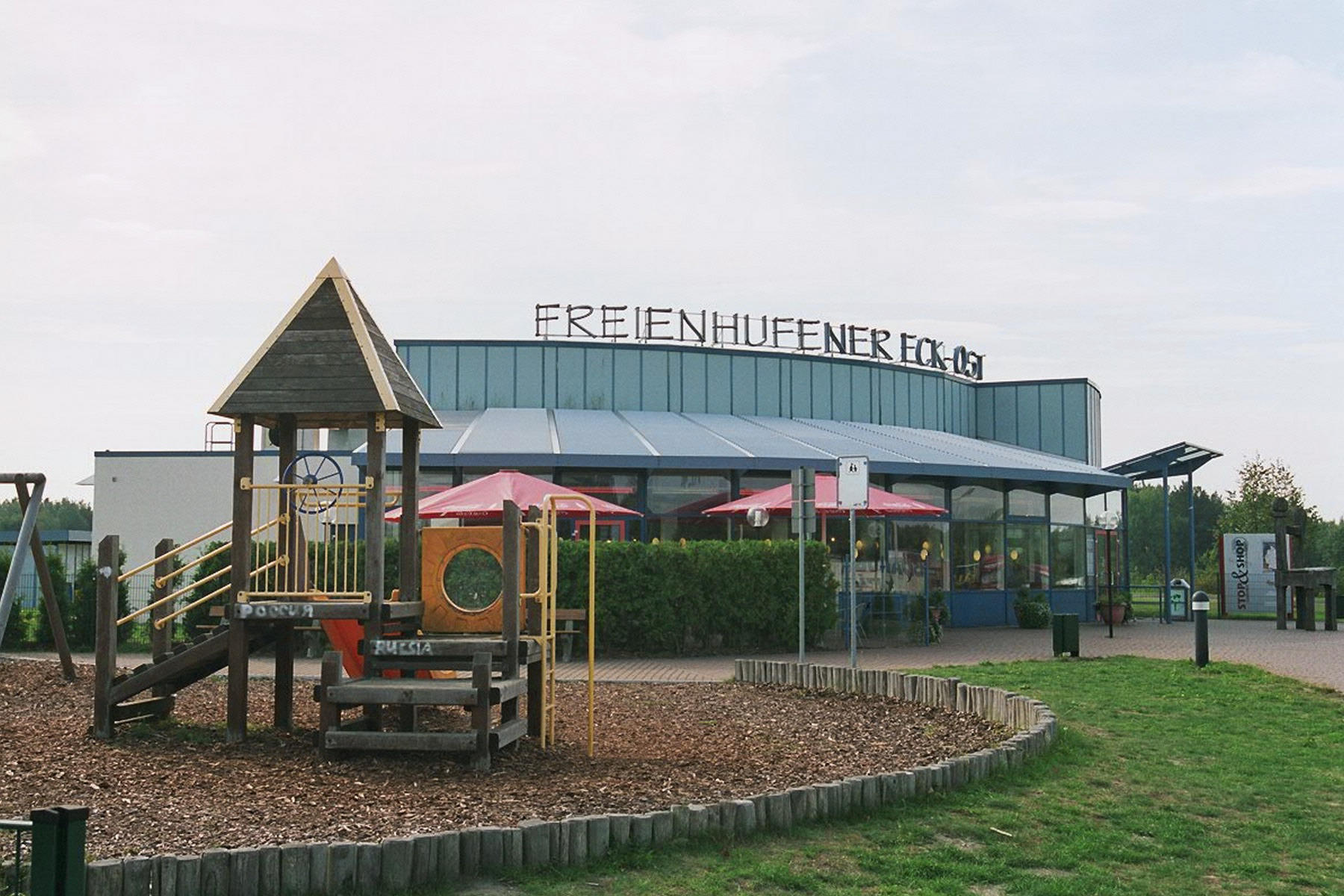
Raststätte „Freienhufener Eck Ost“ (2006)

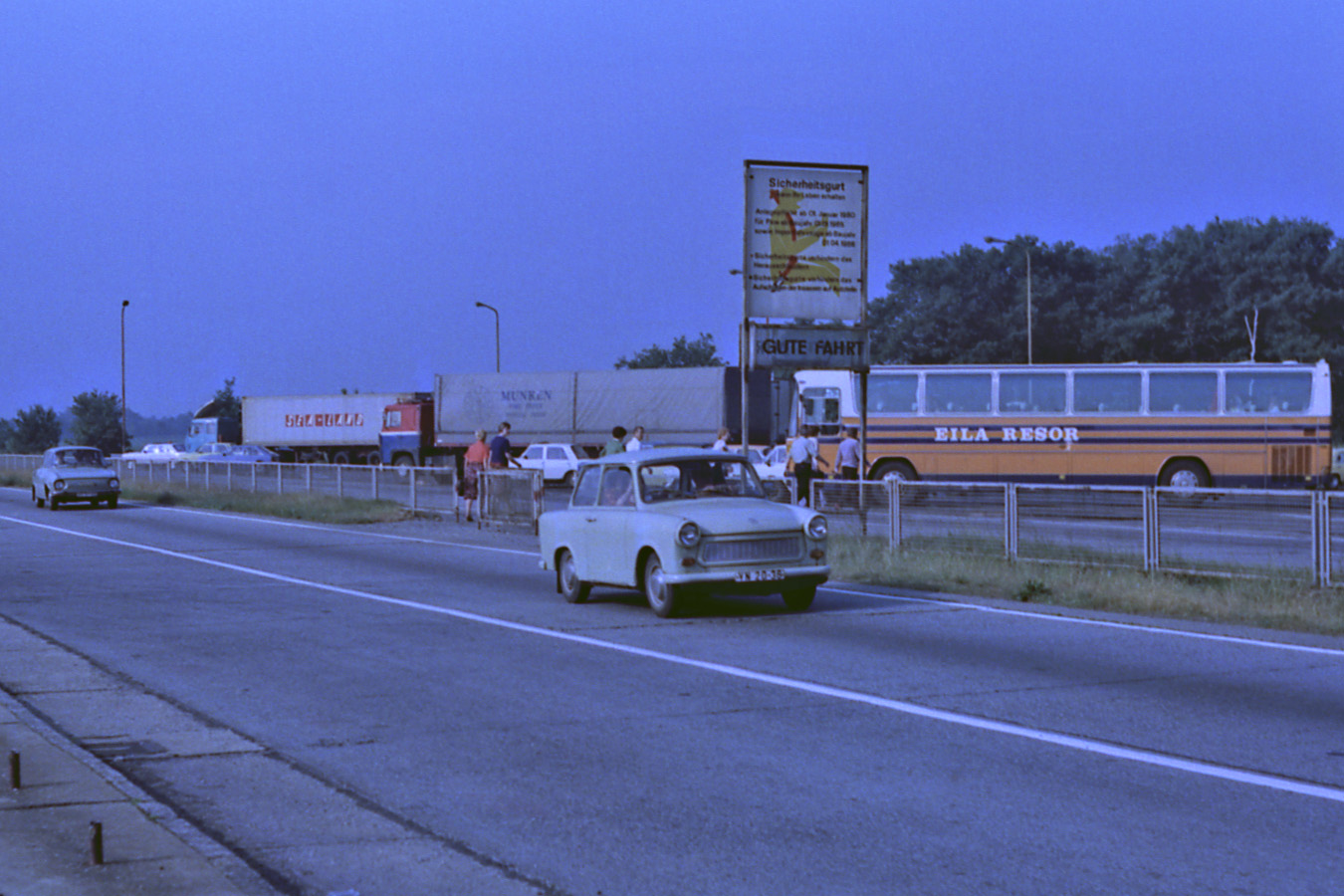
Fußgänger überqueren im Juni 1982 die Autobahn von der Raststätte auf der Ostseite zum Parkplatz auf der Westseite

Die Tank- und Rastanlage Freienhufen war im gesamten Verlauf zwischen Dresden und Berlin die einzige Tank- und Rastanlage. Sie befand sich südlich der Verbindungsstraße Drochow – Freienhufen in direkter Nachbarschaft der heute noch existierenden Autobahnmeisterei. Die Anlage bestand aus einer Tankstelle auf der westlichen Seite sowie einer kombinierten Tank- und Rastanlage auf der östlichen Seite. Nach 1973 ist die Raststätte um eine Stahlbrücke ergänzt worden, damit die Reisenden nicht mehr die Fahrbahn zu Fuß überqueren mussten. Zudem erhielt der Mittelstreifen einen Zaun, um ein Überqueren der Fahrbahnen durch Fußgänger zu unterbinden.
Das Verbot einer Autobahnüberquerung durch Fußgänger wurde bei der Autobahnraststätte Freienhufen nicht konsequent durchgesetzt. Auf dem Foto vom Juni 1982 überqueren noch immer Fußgänger die Autobahn. Der Zaun auf dem Mittelstreifen ist nicht durchgehend gesetzt und an dieser Stelle noch offen.
Später ist auf dem Gelände der Rastanlage ein Blechkiosk ergänzt worden. In einer Einschätzung des Autobahnaufsichtsamtes der DDR von 1981 hieß es zum „Servicekomplex Freienhufen“: „Der Verkehrswert des Servicekomplexes ist sehr gering, da keine Parallelfahrbahnen vorhanden und der bauliche Zustand der Parkplätze sehr schlecht ist. Die Tankstellen stehen verkehrstechnisch sehr schlecht und behindern den Verkehrsablauf auf beiden Seiten. Da ausreichende Stauräume fehlen, ist in der Reisesaison der Rückstau wartender Fahrzeuge auf den Fahrbahnen erheblich.“
Durch den Neubau der beiden Tank- und Rastanlagen Freienhufener Eck (Ost und West) ist die Anlage Freienhufen zurückgebaut worden.